# Simryn Gill
Simryn Gill (* 1959 in Singapur) ist eine bildende Künstlerin, die in Australien und Malaysia lebt.

## Leben und Werk
Simryn Gill wurde in England und Indien ausgebildet und lebt seit 1987 im australischen Sydney und in Port Dickson (Malaysia). Sie arbeitet hauptsächlich mit den Mitteln der Fotografie und mit gefundenen Objekten. Thematisch untersucht sie Darstellung und Erzeugung von Bedeutung über längere Zeiträume. Simryn Gill und Juan Davila waren die einzigen australischen Künstler, die 2007 zur documenta 12 eingeladen waren. Gill lebt in Sydney. 2013 repräsentierte sie Australien auf der Biennale in Venedig.

## Ausstellungen (Auswahl)
- 2012: Here art grows on trees, 55. Biennale, Venedig.[4]
- 2012: Where to Draw the Line, documenta 13, Kassel.[5]
- 2007: Throwback - Remade internal systems from a model 1313 Tata truck, documenta 12, Kassel.[6]
- 2006: Simryn Gill: Untitled, Tate Modern, London.[7] (EA)
- 2006: Guide to the Murals at Tanjong Pagar Railway Station, 1. Singapore Biennale, Singapur.[8]
- 2002: Simryn Gill, Art Gallery of New South Wales, Sydney.[9] (EA)